# كيصر
'كيصر' هو دوار يقع قرب مدينة سطات. وتعرف بسوقها الاسبوعي، الأكبر من نوعه في المنطقة، المعروف بجودة لحومه وبهائمه، ويرجح البعض من الباحثين إلى كون أصل تسميتها يعود إلى الحقبة الرومانية. وتعتبر كيسر من أجود المناطق الفلاحية بالشاوية، وكذا الأكثر غلاء لوعائها العقاري، سواء الفلاحي منه أو المخصص للسكن.
ويعتبر دوار الحمادات من الدواوير القليلة في المنطقة ممن استطاع تحقيق قفزة نوعية في التنمية الاقتصادية المحلية.
كيصر وهو الاسم الذي أطلِق على هذه المنطقة، التي تتألف من عدة دواوير، يبلغ عدد ساكنتها حوالي 15000 نسمة..توجد على بعد 28 كلم جنوب مدينة سطات، يحدها شرقا جماعة ريما، وغربا جماعة بني ياكرين، جنوبا جماعة بني خلوق (بني مسكين)،وشمالا جماعة أولاد الصْغيّر،،
كيسرمنطقة خصبة بفعل المياه الجوفية التي تتوفر عليها، والعين الجارية التي تتوسطها، والتي تستفيد منها الساكنة، من حيث ري المزارع المتنوعة، كالخضر والزيتون والنعناع، والحرث والرعي، حيث تعد من أهم مناطق المغرب في تربية المواشي والدواجن على اختلاف أنواعها بما فيها تربية النحل..وحافياتها مرتعا للبهائم،..كما هي منذ القدم مرتبطة بمدينة سطات سياسيا وثقافيا، بل هي الرافد الرئيسي الطبيعي للمدينة، إن لم نقل الرئة الأساسية التي تتنفس بها..

## التسمية
يحكى عن سبب تسميتها بقيصر انها قديما في الفترة التي سيطرت فيها الإمبراطورية الرومانية على اغلب دول العالم كان حاكم الإمبراطورية في تلك الفترة يوليوس قيصر وقيل انه كان كتير التنقل اتناء خوضه للمعارك وقد شهد المغرب بعض النزاعات في تلك الحقبة مما قيل ان الملك قيصر امر جيشه بالاستراحة ونصب الخيام للمبيت في ارجاء الجماعة المعروفة حاليا باسم (قيصر) وعند رحيلهم بقيت معالم الجيش وحاشية الملك في المنطقة إلى ان اشتهرت باسم قيصر وهده قصة مشهورة غير موتقة الا انها اقرب إلى دالك وارتباطها بتاريخ البلاد مع وجود ادلة وشواهد شاهدة على الحقبة الرومانية في المغرب